# Bektaşlı, Kırıkhan
Bektaşlı là một xã thuộc huyện Kırıkhan, tỉnh Hatay, Thổ Nhĩ Kỳ. Dân số thời điểm năm 2011 là 874 người.